# Crazy Horse (banda)
Crazy Horse é uma banda de rock norte-americana mais conhecida por sua parceria com Neil Young. Além de serem co-creditados em diversos álbuns da carreira de Young, lançaram cinco discos de autoria própria.
A banda foi formada em 1963 em Los Angeles, Califórnia como Danny & the Memories. Já renomeada para The Rockets, começou a colaborar com Neil Young em 1968. Apesar de intermitente, a parceria se mantém por mais de 50 anos. O último trabalho conjunto da banda com o músico é Colorado, lançado em  2019.

## Integrantes

### Atuais
- Billy Talbot, baixo, vocais
- Ralph Molina, bateria, vocais
- Frank "Poncho" Sampedro, guitarra, órgão, vocais (1975–presente)

### Ex-integrantes da Neil Young and Crazy Horse
- Danny Whitten, guitarra, vocais
- Jack Nitzsche, teclado, vocais

### Outros ex-integrantes
- Nils Lofgren, guitarra, teclado, vocais
- George Whitsell, guitarra, vocais
- Greg Leroy, guitarra, vocais
- John Blanton, teclados
- Rick Curtis, guitarra, vocais
- Michael Curtis, teclados
- Sonny Mone, guitarra, vocais

## Discografia

### The Rockets
- The Rockets, White Whale Records (1968)

### Crazy Horse
- Crazy Horse, Reprise (1971)
- Loose, Reprise (1972)
- At Crooked Lake, Epic (1972)
- Crazy Moon, Capitol (1978)
- Left for Dead, Capitol (1989)
- Gone Dead Train: The Best of Crazy Horse 1971-1989, Raven (2005)
- Scratchy: The Complete Reprise Recordings, Rhino Handmade (2005)

### Neil Young & Crazy Horse
- Everybody Knows This Is Nowhere (1969)
- After the Gold Rush (1970) - "Oh Lonesome Me", "When You Dance I Can Really Love" e "I Believe In You"
- Tonight's the Night (1975) - "Come On Baby Let's Go Downtown" - gravada ao vivo no Fillmore East em 7 de março de 1970
- Zuma (1975)
- American Stars 'n Bars (1977)
- Comes a Time (1978) - "Look Out For My Love" e "Lotta Love"
- Rust Never Sleeps (1979) - "Powderfinger", "Welfare Mothers", "Sedan Delivery" e "Hey Hey, My My (Into the Black)"
- Live Rust (live, 1979)
- Re·ac·tor (1981)
- Trans (1982)
- Life (1987)
- Ragged Glory (1990)
- Weld (ao vivo, 1991)
- Arc (ao vivo, 1991)
- Sleeps with Angels (1994)
- The Complex Sessions (EP, 1995, promocional)
- Broken Arrow (1996)
- Year of the Horse (live, 1997)
- Are You Passionate? (2002) - "Goin' Home"
- Greendale (2003)
- Live at the Fillmore East (ao vivo, 2006, gravado em 6–7 de março de 1970)
- Americana (2012)
- Psychedelic Pill (2012)[2]
- Colorado (2019)

### Neil Young & Crazy Horse em filme e vídeo
- Rust Never Sleeps (1979)
- Weld (1991)
- Sleeps With Angels (c. 1995, promocional)
- The Complex Sessions (1995)
- Year of the Horse (1997)
- Greendale (2004)
- Be The Rain (2004, promocional)
- Farm Aid 2003:  A Soundstage Special Event (c. 2004)

### Billy Talbot solo
- Alive In The Spirit World (2004)

### Outras colaborações
- She Used to Wanna Be a Ballerina, Buffy Sainte-Marie, Vanguard (1971)
- Head like a Rock, Ian McNabb (1994) (apenas em quatro canções, e sem Frank Sampedro)